# Душан Младеновић (фудбалер, 1995)
Душан Младеновић (Лесковац, 18. септембар 1995) српски је фудбалер који тренутно наступа за Дубочицу. Игра на позицији везног играча.